# Rannamõisa församling
Rannamõisa församling (estniska: Rannamõisa kogudus) är en församling som tillhör Lääne-Harju kontrakt inom den Estniska evangelisk-lutherska kyrkan.

## Större orter
- Tabasalu (småköping)